# Giacomo Papocchi
Giacomo Papocchi (Montieri, 1213 – Montieri, 28 dicembre 1289) è stato un religioso eremita italiano.

## Biografia
Giacomo Papocchi, "onorificentia populi nostri", come definito in antiche iscrizioni, nacque a Montieri, in provincia di Grosseto, nel 1213. In età giovanile prestò la sua opera nelle argentiere locali proprietà dei vescovi volterrani. Fu accusato di furto di argento lavorato nelle locali fonderie; secondo la giustizia dell'epoca, allora amministrata dai senesi, subentrati al Vescovo nella amministrazione locale, argentiere comprese, fu condannato all'atroce pena della mutilazione della mano destra, nonché del piede sinistro, trovandosi così ridotto all'inabilità.
Il triste evento, fu per lui l'occasione di riscoprire la fede, un po' accantonata in età giovanile.
Egli chiese al vescovo diocesano l'autorizzazione a farsi "immurare", cioè a vivere in rigorosa clausura, in una piccola cella adiacente alla chiesa di San Giacomo Apostolo, sotto la giurisdizione religiosa dei monaci dell'antica abbazia di San Galgano.
Sottoposto a prove diaboliche, raggiunse tuttavia vette di alto misticismo; visioni e miracoli costellarono la sua vita, tanto che il suo culto è pervenuto ininterrotto fino ai giorni nostri. Narrano gli antichi biografi che egli, dalla sua cella, attraverso lo spesso muro che lo separava dall'adiacente chiesa, riuscisse a vedere il sacerdote celebrante la Messa all'altare della chiesa stessa. Ancora nelle antiche biografie si legge che nel beato Giacomo il desiderio dell'eucaristia era tale che, nei giorni imminenti la morte non essendo il sacerdote potuto salire a celebrare la santa messa alla chiesa di San Giacomo Apostolo a causa di un'abbondante nevicata, Gesù stesso, "sacerdote e vittima al tempo stesso" , come si canta in un antico inno, scese a comunicarlo.
Morì ricco di meriti, veneratissimo dal suo popolo, il 28 dicembre 1289.
Il suo venerato corpo si conserva in un'artistica urna (1768) sopra l'altare maggiore della chiesa parrocchiale archipresbiterale dei Santi Paolo e Michele nel centro di Montieri. Il suo nome è iscritto nel catalogo dei Santi della diocesi di Volterra.

## Eredità
Si trova in antichi testamenti sin dal 1348 l'esistenza di un'Opera Santo Jacopo murato che aveva lo scopo di onorarne la memoria. In tempi recenti questa è stata ricostituita per tramandare il culto e la memoria storica del Patrono di Montieri, per organizzare le feste in suo onore (seconda domenica di maggio, 27 luglio, 28 dicembre) e per preservare i luoghi sacri alla sua singolare esperienza di vita.